# Рижские архиепископы
Ри́жские архиепи́скопы формально назначались папой римским и императором Священной Римской империи и являлись как духовными, так и светскими правителями Рижского архиепископства, а также главенствовали над 7 епископами Ливонии и Пруссии.
За всю историю Рижского архиепископства его возглавляли 20 архиепископов и 4 ливонских епископа.

## Список ливонских (рижских) епископов
- Мейнард фон Зегеберг, 1186 — 14.08.1196
- Бертольд Шульте, 1196 — 24.07.1198
- Альберт Буксгевден, 1199 — 17.01.1229
- Николай Науэн, 1229—1253

## Список рижских архиепископов
- Альберт II Зуэрбер 1245—1273
- Иоганн I Лунен, 1273—1284
- Иоганн II Фехта, 1285—1294
- Иоганн III Шверин, 1294 −1300
- Изарнус Фонтиано 1300—1302
- Йенс Гранд, 1302—1304
- Фридрих Пернштейн, 1304—1341
- Энгельберт Долен, 1341—1347
- Фромхольд Фюнфгаузен, 1348—1369
- Зигфрид Бломберг 1370—1374
- Иоганн IV Зинтен, 1374—1393
- Иоганн V Валленроде, 1393—1418
- Иоганн VI Амбунди, 1418—1424[1]
- Хеннинг Шарпенберг, 1424—1448
- Сильвестр Стодевешер, 1448—1479
- Стефан Грубе, 1480—1483
- Михаэль Хильдебранд, 1484—1509
- Яспер Линде, 1509—1524
- Иоганн VII Бланкенфельд, 1524—1527
- Томас Шёнинг, 1528—1539
- Вильгельм Бранденбургский, 1539—1563